# Jernej Repovš
Jernej Repovš, slovenski psiholog in oglaševalec, * 23. julij 1942, Čolnišče.
Je dolgoletni predsednik in regionalni kreativni direktor ter večinski lastnik agencije Studio Marketing Delo (pozneje SMJWT, današnji SM Studio Marketing).

## Življenje in delo
Repovš je svojo kariero pričel v farmacevtski družbi Lek. V drugi polovici 70. let se je, po tragični smrti Boža Debeljaka, pridružil ekipi Studia Marketing kot kreativni direktor in prevzel vodenje agencije, takrat imenovane ČDP Delo - Studio za marketing in propagando. Ob menjavi vodstva je agencija utrpela nezaupanje in izgubo nekaterih naročnikov, a Repovš in njegova ekipa so se izkazali z akcijo »Rad imam mleko«, po naročilu podjetja Ljubljanske Mlekarne, ter privabili nov val naročnikov. Pod Repovševim vodstvom je tako nastalo več akcij, ki so se za vedno zapisale v zgodovino slovenskega oglaševanja kot kultne.
Morda najodmevnejša je komunikacijska akcija »Slovenija, moja dežela«, naročnik katere je bil Center za turistično in ekonomsko propagando pri Gospodarski zbornici Slovenije. Akcijo je zasnovala takratna kreativna ekipa Studia Marketing pod vodstvom Repovša. Repovš je za svojo vlogo v letu 2017 skupaj z drugimi snovalci akcije prejel državno odlikovanje red za zasluge za izjemen prispevek k razvoju slovenske tržne komunikacijske stroke in vzpostavljanju sodobnega slovenskega nacionalnega značaja in samozavesti.
Repovš je pripomogel k ustanovitvi mnogih društev na področju marketinga, ki so aktivna še danes. Leta 1976 je bil eden izmed ustanoviteljev Društva za Marketing Slovenije (DMS). Leta 1988 je bil eden izmed ustanovilnih članov Art Directors Cluba v Sloveniji, kjer je leta 2005 nadomestil Vladimirja Pezdirca kot predsednik društva. Ustanovil in predsedoval je Slovenski sekciji International Advertising Association (IAA). V letu 1994 je postal predsednik srednje in vzhodnoevropskega organizacijskega odbora naslednje svetovne konference IAA v Budimpešti, ki je potekala leta 1995.
Ob Repovševi upokojitvi je vodstvo agencije Studio Marketing prevzela njegova žena, Tina Bolcar Repovš.

### Knjige
- Kako nastaja in deluje učinkovita, tržno usmerjena celostna grafična podoba kot del simbolnega identitetnega sistema organizacij, Ljubljana, 1995. (COBISS)

## Filmografija

### Dokumentarni filmi
- Nekoč je bila dežela pridnih (2012) - lastna vloga

- Selfie brez retuše (2015) - lastna vloga